# 39 Serpentis
39 Serpentis är en misstänkt variabel i stjärnbilden  Ormen.
39 Serpentis varierar mellan visuell magnitud +6,06 och 6,11 utan fastställd periodicitet. Den befinner sig på ett avstånd av ungefär 55 ljusår.